# 050 TX
Les 050 TX furent des locomotives à vapeur d'origine allemande dont la construction fut lancée de 1944 à 1945 en étant confiée à la Compagnie des forges et aciéries de la marine et d'Homécourt sise à Saint-Chamond sur les plans établis par la société Henschel. Elles sont de type KDL 5 : KriegsDampfLokomotive typ 5 ( Locomotive de guerre type 5 ).
La SNCF immatricula ces machines par lettre en date du 22 mars 1945 et prévit des livraisons entre août 1945 et juin 1946. Elles furent immatriculées 050 TX 1 à 38 et ventilées sur trois régions qui furent au début le nord, l'ouest et le sud-est mais très vite la région sud-est fut écartée bien qu'elles y furent affectées aussi mais plus tard.
Toutefois la première machine ne sera pas livrée à la SNCF mais à la Compagnie des chemins de fer de l'Est de Lyon en décembre 1945 où elle sera immatriculée 050 TX 62. Elle sera radiée en septembre 1959.

## Utilisation et service

### Région Nord
Les 18 premières machines furent affectées à la région Nord d'avril à août 1946 et étaient immatriculées : 2-050 TX 1 à 18. Ces machines furent les pensionnaires des dépôts suivants : Valenciennes (quatre unités), Creil (trois unités), La Plaine (six unités) et Somain (cinq unités). L'affectation de La Plaine fut cependant de courte durée, car si les 050 TX remplacèrent des locomotives de la série 2-050 TD 1 à 70 qui furent mutées au dépôt du Bourget dès octobre 1946 il se produisit l'inverse pour trois machines. Les trois machines restantes furent mutées au dépôt de Creil un an plus tard.
Dès juin 1948 et jusqu'en avril 1949 les machines furent mutées à la région sud-est avec la 050 TX 16 comme dernière représentante du fait de la livraison des 2-050 TQ 1 à 35.

### Région Ouest
Les 3-050 TX 19 à 37 arrivèrent dans cette région dans le second semestre de 1946. Elles furent réparties entre 15 dépôts: Niort, Rennes, Batignolles, Le Havre, Argenteuil, Mantes, Le Mans, Nantes-Blottereau, Nantes-Sainte-Anne, Rouen-Orléans, Saintes, Achères, Trappes, Mézidon et Angers. 
Cependant il fut très rapidement décidé de regrouper les machines afin d'optimiser leurs performances. Ainsi dès 1950 il ne restait que 9 dépôts qui les avaient en dotation et en 1957 les 18 machines restantes, car la 050 TX 22 était radiée depuis 1955, il n'y avait plus que 5 dépôts.
Devant la livraison de locomotives diesel les 050 TX commencèrent à s'effacer tout doucement. En 1962 il ne restait plus que 11 machines valides dont certaines garées bon état et en 1966 il ne restait déjà plus que 6 Machines valides dont une garée bon état et cela dans 3 dépôts. À partir de là il fut décidé de regrouper les survivantes dans le seul dépôt de Thouars où la série s'éteignit avec la 050 TX 29 en octobre 1967.

### Région Sud-Est
On retrouve sur cette région les transfuges de la région Nord qui furent affectés dans un premier temps dans les dépôts de Paris-Charolais et Villeneuve-Saint-Georges. Avec la diéselisation naissante et la fermeture en mars 1953 de Paris-Charolais, il y eut dès 1952 de nouvelles affectations créées : Ambérieu, Grenoble et Vénissieux.
À partir de 1956 et toujours du fait de la diéselisation il fut créé les affectations suivantes : Saint-Étienne, Badan (de 1957 à 1959 avec une machine de Saint-Étienne), Besançon (de 1957 à 1959 toujours avec une machine de Saint-Étienne) et Dôle (récupération de la machine de Besançon).
Les premières radiations débutèrent en 1961 pour se finir en novembre 1965 avec la 050 TX 8 du dépôt de Vénissieux.
Pourtant la carrière des 050 TX ne s'arrêta pas là; en effet la 050 TX 16 fut rachetée par la société des Houillères de la Loire en 1965 pour assurer la liaison entre Roche-la-Molière-Mines et la gare SNCF de Firminy. Cette machine fut finalement radiée en juillet-août 1969.

## Description
C'étaient des machines disposant d'un moteur à simple expansion à deux cylindres. La distribution était du type « Walschaerts ». Le foyer était un foyer de type « Crampton » et l'échappement était fixe de type « Allemand ». Comme toutes machines d'origine allemande la conduite est à droite ce qui put constituer un handicap pour les services auxquels elles étaient destinées, à savoir les manœuvres en gare et aux dépôts, au triage à la butte et en ligne pour les dessertes. Si la longueur de leurs carrières fut le garant de leurs qualités elles n'étaient pas au gabarit passe-partout de la SNCF.

## Caractéristiques
- Pression de la chaudière : 14 kg/cm2
- Surface de grille : ?? m2
- Surface de chauffe : ?? m2
- Diamètre et course des cylindres : 520 mm × ?? mm
- Diamètre des roues motrices : 1 200 mm
- Capacité de la soute à eau : 9 m3
- Capacité de la soute à charbon : 5 t
- Masse en ordre de marche : 83,5 t
- Masse adhérente : 83,5 t
- Longueur hors tout : 12,870 m
- Vitesse maxi en service : 50 km/h